# Strobilomyia flexiventris
Strobilomyia flexiventris är en tvåvingeart som beskrevs av Griffiths 2004. Strobilomyia flexiventris ingår i släktet Strobilomyia och familjen blomsterflugor. Inga underarter finns listade i Catalogue of Life.